# Alessandro V d'Imerezia
Alessandro V di Imerezia, in georgiano ალექსანდრე V? (Kutaisi, 1703 – Kutaisi, marzo 1752), è stato re d'Imerezia (1720-1741, 1741-1746, 1749-1752).

## Biografia
Figlio primogenito di Giorgio VII d'Imerezia e della principessa Rodam di Cartalia, Alessandro venne cresciuto alla corte di Vakhtang VI di Cartalia e diede il suo supporto alle lotte in Imerezia. Visitò Istanbul negli anni '10 del Settecento per cercare l'aiuto ottomano contro gli usurpatori della dinastia dei Gurieli alla corona d'Imerezia. Nell'agosto del 1719 tornò con un distaccamento di ausiliari turchi, depose Giorgio VIII Gurieli nel giugno del 1720, e venne incoronato re d'Imerezia. Ad ogni modo, dal 1721 al 1728, il governo venne effettivamente diretto da Bezhan Dadiani, principe di Mingrelia. Quando Alessandro assunse pienamente il potere, il figlio di Bezan e successore, Otia, lo ricusò assieme alla sua politica filo-ottomana e tentò di rimuovere Alessandro dal trono. Il sovrano riuscì a sottometterlo nel 1732 e pose fine per un certo periodo all'anarchia feudale interna allo stato.
Nei primi anni '30 del Settecento, il re effettivamente ritirò il suo giuramento di fedeltà agli ottomani rifiutandosi di accettare la sovranità persiana e tentando di allearsi con l'Impero russo. Nel 1738, inviò il vescovo Timoteo Gabashvili a San Pietroburgo con il progetto di un'azione congiunta contro gli ottomani. Ad ogni modo il trattato russo-turco del 1739 rese inutile tale missione diplomatica. Indignati da questa richiesta al governo russo, gli ottomani sponsorizzarono un colpo di stato che depose Alessandro in favore di suo fratello Giorgio IX. Lo scià di Persia, Nadir Shah, prese ben presto le parti di Alessandro e protestò col governo ottomano per quest'azione. Nel 1742, Alessandro venne restaurato ma dovette affrontare una nuova rivolta locale nel 1746, guidata stavolta da suo fratello Mamuka che governò come re rivale in alcune parti dell'Imerezia sino a quando la guerra fratricida non si concluse con la vittoria di Alessandro nel 1749.

## Famiglia
Alessandro si sposò due volte. In prime nozze, nel 1721, sposò Mariam (m. 1731), figlia di Bezhan Dadiani, Principe di Mingrelia, ed in seconde nozze, nel 1732, Tamar (m. 1772), figlia del principe Levan Abashidze. Alessandro ebbe sei figli maschi e due femmine:
- Principessa Khoreshan, nata da Mariam Dadiani. Sposò il principe Nikoloz Tsereteli (1722–1772)
- Principe Narin-David (c. 1727–1749), nato da Mariam Dadiani.
- Principessa Rodam (m. 1770), nata da Mariam Dadiani, sposò nel 1732 il principe Mamia IV Gurieli (m. 1744).
- Salomone I (1735 – 23 aprile 1784), nato da Tamar Abashidze, re d'Imerezia (1752–1766, 1768–1784).
- Principe Giuseppe (1739–1776), nato da Tamar Abashidze, Catholicos di Abkhazia (1769–1776).
- Principe Principe Bagrat (1741–1800), nato da Tamar Abashidze.
- Principe Archil (m. 1775), nato da Tamar Abashidze. Fu padre di Salomone II d'Imerezia, ultimo re d'Imerezia.
- Principe Giorgio (fl. 1748).